# FC Minerva Lintgen
El FC Minerva Lintgen es un equipo de fútbol de Luxemburgo que juega en la Primera División de Luxemburgo, la tercera liga de fútbol en importancia en el país.

## Historia
Fue fundado en el año 1910 en la ciudad de Lintgen y el nombre del club se debe a la diosa Minerva de la mitología griega y nunca han jugado en la división Nacional de Luxemburgo.

## Palmarés
- Primera División de Luxemburgo Serie 1: 3

2002/03, 2004/05, 2013/14